# 詹姆斯·诺克斯·波尔克
詹姆斯·诺克斯·波尔克（英語：James Knox Polk，1795年11月2日—1849年6月15日），第11任美国总统，任期自1845年3月4日至1849年3月4日。波尔克出生于北卡罗来纳州梅克伦堡县的派恩维尔，但他大部分时光是在田纳西州度过的。民主党人士。就任总统前曾当过众议院议长（1835-1839）和田纳西州州长（1839－1841），是唯一擔任過眾議院議長的美國總統。
波尔克是安德鲁·杰克逊的坚定支持者，亦是美国内战之前最后一位“强势”总统。波尔克因其成功的外交政策而出名。他曾扬言要与不列颠开战，之后退而与英国瓜分了西北地区的所有权。由于成功领导了美墨战争，知名度进一步上升。他降低了关税，并制定了一套一直沿用到1913年的财政制度。他作为黑马在1844年选举赢得一届总统任期，之後他成为第一位没有寻求连任而直接退休的总统。在其任期结束三个月後因染霍乱去世。
作为一位致力于领土扩张（或“昭昭天命”）的民主党人，他不顾辉格党人的反对，坚持推行了对美国领土而言第二大规模的扩张。波尔克稳固了俄勒冈地区（包括华盛顿、俄勒冈和爱达荷），总计285000平方英里（738000 km²）；并通过美墨战争末期的《瓜达卢佩-伊达尔戈条约》购入了525,000平方英里（1,360,000 km²）的领土。
领土扩张引发了关于是否在新领土内允许奴隶制的争议，1850年妥协案为争论作出了不适当的仲裁，最后其问题不得不在合众国内战的战场上才得到最终解决。波尔克批准了沃克关税，这使得1861年之前整个美国处于近乎自由的贸易时期。他监督了美国海军学院和史密森尼学会的建立、华盛顿纪念碑的动土，以及美国第一批邮票的发行，这批邮票是由他的邮电部长卡夫·约翰逊引入的。他还是首位在职时经常拍照的总统。鉴于他制定这些议程、并将它们全部付诸达成，对其能力的认可使学者们将他在美国最伟大总统排名中排在第8到第12位。

## 早年生活
作为十个孩子中之长子，波尔克于1795年11月2日出生在今北卡罗来纳州夏洛特市附近派恩维尔的一所农舍中。他的父亲塞缪尔·波尔克是个有苏格兰-爱尔兰血统的奴隶主、农场主兼测量员。他的母亲简·波尔克（娘家姓诺克斯），是苏格兰宗教改革家约翰·诺克斯一个兄弟的后代，她将她的长子以她的的父亲詹姆士·诺克斯的名字命名。简信奉长老宗，而塞缪尔的父亲信奉自然神论，所以当詹姆士被送去接受洗礼时，塞缪尔因与牧师观点不同而拒绝让他的儿子受洗。1803年，波尔克的大部分亲戚移居田纳西中部的杜克河地区（即现在的摩利县），但波尔克的家人直到1806年才跟去。塞缪尔·波尔克成了当地最重要的种植园主之一并当上了县法官，他的家族开始繁荣兴旺。

在童年时代，詹姆士身体虚弱，这对他的早期学业产生了消极影响。1812年他快17岁时，他的父亲设法带他乘大篷车到费城拜访菲力普·辛·费西克医生。然而他的疼痛变得难以忍受，只好转而去看较近的丹维尔的伊弗列姆·麦克道尔医生，他取出了波尔克的肾结石。然而这次手术可能导致了詹姆士不育，因为波尔克从未有过小孩。

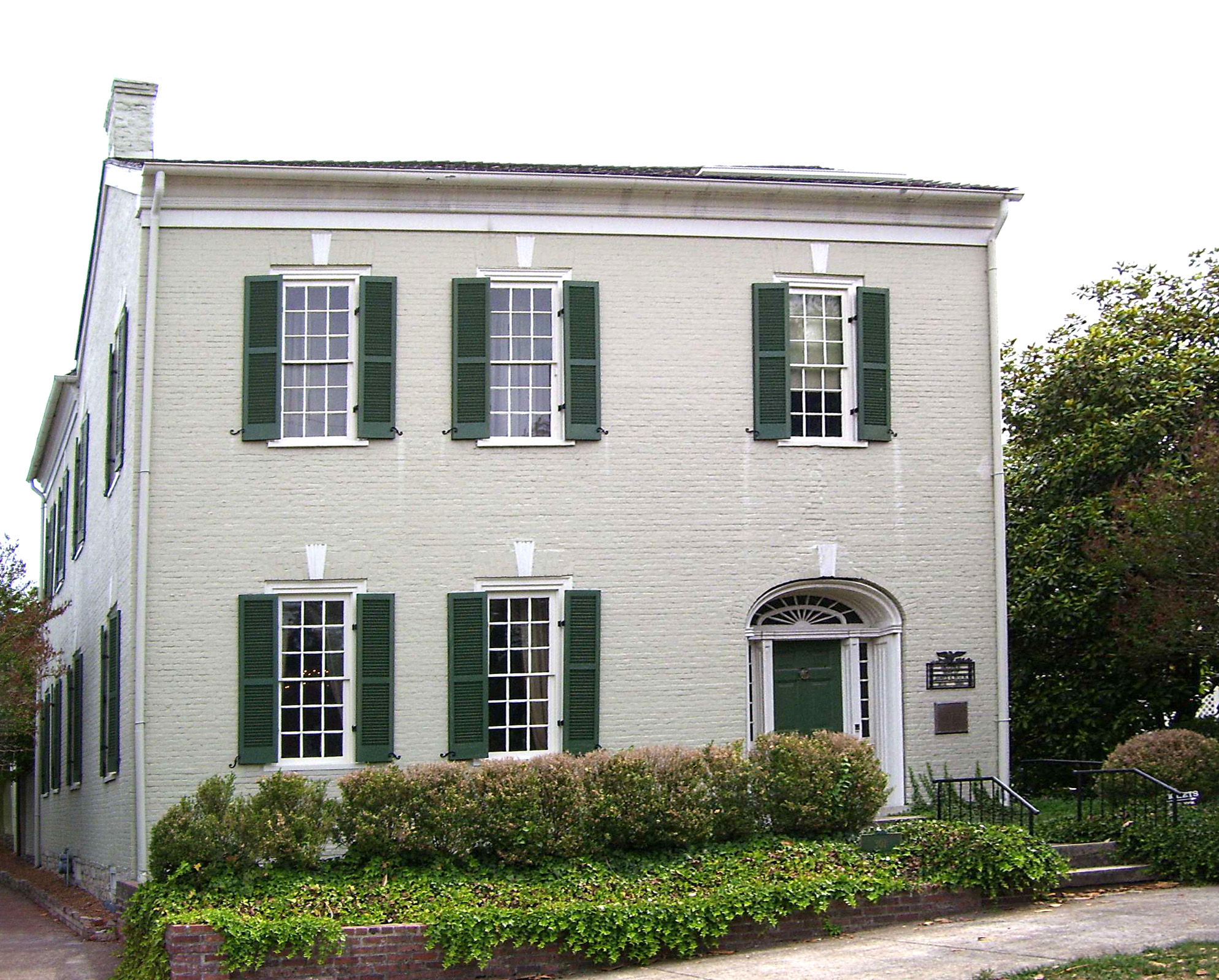
波尔克就任总统前在哥伦比亚的住所，这是他唯一保存至今的故居。

波尔克痊愈后，他于18岁开始了正式教育，那时他在自己家附近的锡安教堂学习。随后他参加了默弗里斯伯勒学院，在那儿他可能遇到了他未来的妻子莎拉·柴尔德里斯，不过没有确凿证据表明这一点。1815年，他的弟弟威廉·霍金斯·波尔克出世，威廉后来成为波尔克政府驻两西西里王国的临时代办，之后又成为美国众议院议员。之后他进入北卡罗来纳大学成为大二学生。波尔克家族与这所当时只有80人的学府有渊源：山姆·波尔克是他们在田纳西的地产经纪人，他的堂弟威廉·波尔克则是保管委员。在那儿波尔克接触了社会，学会了演说的艺术。他是社会人士中出来选总统的第一人。在大学中他认识了室友威廉·邓恩·摩斯利，他后来成为首任佛罗里达州长。波尔克于1818年5月以优异成绩毕业。
毕业后，波尔克来到纳什维尔跟随著名律师费利克斯·格兰蒂学习法律。当跟格兰蒂做事时，他在1819年至1822年给田纳西州参议院作办事员，在这个位置上他熟悉了立法机关的日常事务。1820年6月他进入了律师业自己在哥伦比亚进行实践，那时参议院正休假。他第一个案件是帮自己父亲和一个受政府接济的人打官司，最后他赢得了诉讼。他的搭档是亚伦·V·布朗，未来的田纳西州长和美国邮电部长。

## 政治生涯
波尔克被培养成一名杰弗逊派民主党人，因为他的父亲和祖父都是托马斯·杰弗逊的强烈支持者。他最初担任的公职是田纳西参议院办事员（1819－1822）。他辞去了这个职位以便去州立法院活动，在那他击败了一名在职者。波尔克的演说广受欢迎，这使他赢得了“演说台上的拿破仑”的绰号。
他向莎拉·柴尔德里斯求婚，之后他们于1824年1月1日结为夫妻。波尔克当时28岁，柴尔德里斯20岁。他们的婚姻没有孕育出孩子。他们的婚姻一直持续到波尔克1849年逝世。在波尔克的政治生涯中，据说莎拉为她丈夫的讲演提供协助，在政治问题上给他建议，这对他的竞选活动大有裨益。一个老故事讲道安德鲁·杰克逊曾起到撮合这对男女的作用。
波尔克成为了田纳西当时最主要的政客安德鲁·杰克逊的支持者。1824年，波尔克竞选众议院议员并胜出，但他支持的杰克逊在总统选举中竞选失利；虽然杰克逊赢得了普选票，但他和其他候选人（约翰·昆西·亚当斯、亨利·克莱和威廉·H·克劳福德）都没有赢得过半选票，众议院从中选出亚当斯为优胜者。波尔克在其首场演说中表示，他相信众议院选择了亚当斯就违背了人民的意愿，他甚至提议废止选举团，但没有成功。
在众议院中，波尔克是杰克逊派民主主义的坚定支持者，反对美国第二银行，支持纸币与金银挂钩而不信任银行，重视农业而不是工业。这些行为使他得到了“小胡桃”的绰号，影射杰克逊的绰号“老胡桃”（意为“硬汉”）。杰克逊在1828年美国总统选举中击败亚当斯后，波尔克的际遇开始飞黄腾达，他成为众议院管理集团的领袖以及筹款委员会主席，亦是杰克逊取消国家银行的得力助手。

### 众议院议长
1835年12月，波尔克击败约翰·贝尔成为众议院议长，任期四年，从第24届一直担任到第25届。杰克逊两年后去职，继任的是民主党人马丁·范布伦。波尔克领导的是一个分裂的众议院：民主党和辉格党间的纷争、其它政党的代表的参与，以及民主党辉格党内部本身的派系林立。
波尔克为杰克逊及其继任者范布伦的政策出力，他在一系列民主党人占大多数的委员会指定了民主党的主席，包括让纽约激进派分子C·C·坎布雷伦作主席的筹款委员会，不过他让两党维持了传统的正面合作。在那时解决经济问题是主要任务，包括1837年大恐慌，波尔克防止了反通货膨胀的使用硬币通告被取消，并试图通过独立金库计划，该计划是让美国国库自己控制国家收入而非将其贷款给私有银行，但计划遭到失败。
波尔克尝试将众议院变得更有秩序，他主张实施限制言论规定以反对废奴主义者的诉求，但他亦反对用以牙还牙的方式应对辉格党人的人身攻击，尽管在当时很盛行。

### 田纳西州长
1835年民主党人第一次在党的历史上丢掉了田纳西州长的职位，这样的形势说服了波尔克返回本地以拯救他的党。1839年波尔克离开了众议院成为田纳西州长候选人，他在约105,000票中获得超越對手逾2700票（54,102:51,396），从而击败了辉格党的牛顿·坎农。虽然他使民主党在田纳西州获得新生，他的胜利卻没能阻止民主党人在这个国家其它地方的政治下滑。
在1840年美国总统选举中，范布伦被广受欢迎的辉格党人威廉·亨利·哈里逊以压倒性优势击败。这次选举中，波尔克被来自田纳西的一张选举团选票提名副总统。波尔克失去了连任州长的机会，以稍大些的差距输给了辉格党的詹姆士·C·琼斯。1843年他再次挑战琼斯，但仍遭失败。三次选战中，他始终关注辉格党和民主党人之间经济政策的差异。在这些选战中他不断攻击辉格党在经济方针方面的政纲，这帮助他站到了民主党的前台，最终帮助他赢得了1844年的总统提名。

## 1844年大选

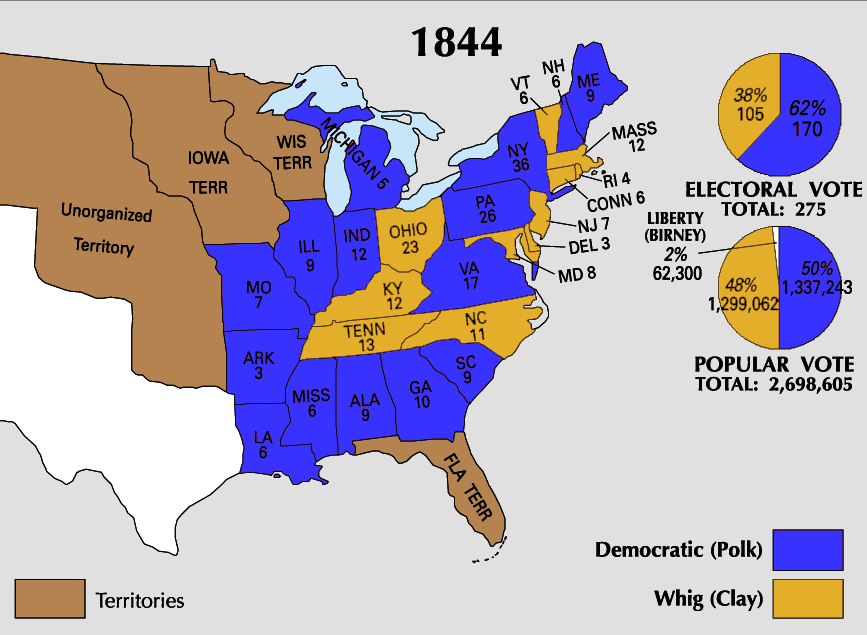
大选中每州选票数

波尔克最初是希望在1844年5月27日召开的民主党全国大会被提名为副总统。当时总统的主要竞选者是前总统马丁·范布伦，他试图阻止奴隶制的扩张。其它候选者包括詹姆士·布坎南、刘易斯·卡斯将军和利瓦伊·伍德伯里。竞选中政治争议的要点涉及1836年从墨西哥独立的得克萨斯共和国，它要求加入合众国。范布伦反对这次合并，因此丧失了许多民主党人的支持，包括仍然保持着很大影响的前总统安德鲁·杰克逊。范布伦在全国大会第一次投票上获得刚过半的选票，但没达到获提名所需的三分之二票数。之后的六轮投票表明范布伦无法赢得必要的票，使波尔克被作为“黑马”候选人被推上前台。第八轮投票情况不甚明朗，但到了第九轮，大会一致通过推荐波尔克作总统候选人，他被杰克逊所支持。
大会之前，杰克逊曾把他叫到自己家。杰克逊告诉波尔克他是自己最看好的人选。虽然得到这个支持，波尔克仍然让他的干事们支持范布伦，但仅仅是在当范布伦确实有机会当选的情况下。这保证了如果出现僵局，范布伦最初的支持者会支持波尔克作民主党候选人作为妥协。由于波尔克支持向西扩张，这种情形确实发生了。
考虑到自己的提名，波尔克回应道：“我良好的考察过美国总统这个职位，它既不应去刻意追求，也不应放弃，我从未刻意追求它，也没有理由拒绝它，如果追随我的公民将他们的票自愿投给我的话。”由于民主党已分裂成许多小派别，波尔克许诺若当选则只担任一个任期，以期那些反对他的民主党人在知道四年后总统将改选别人的情况下能够团结起来。

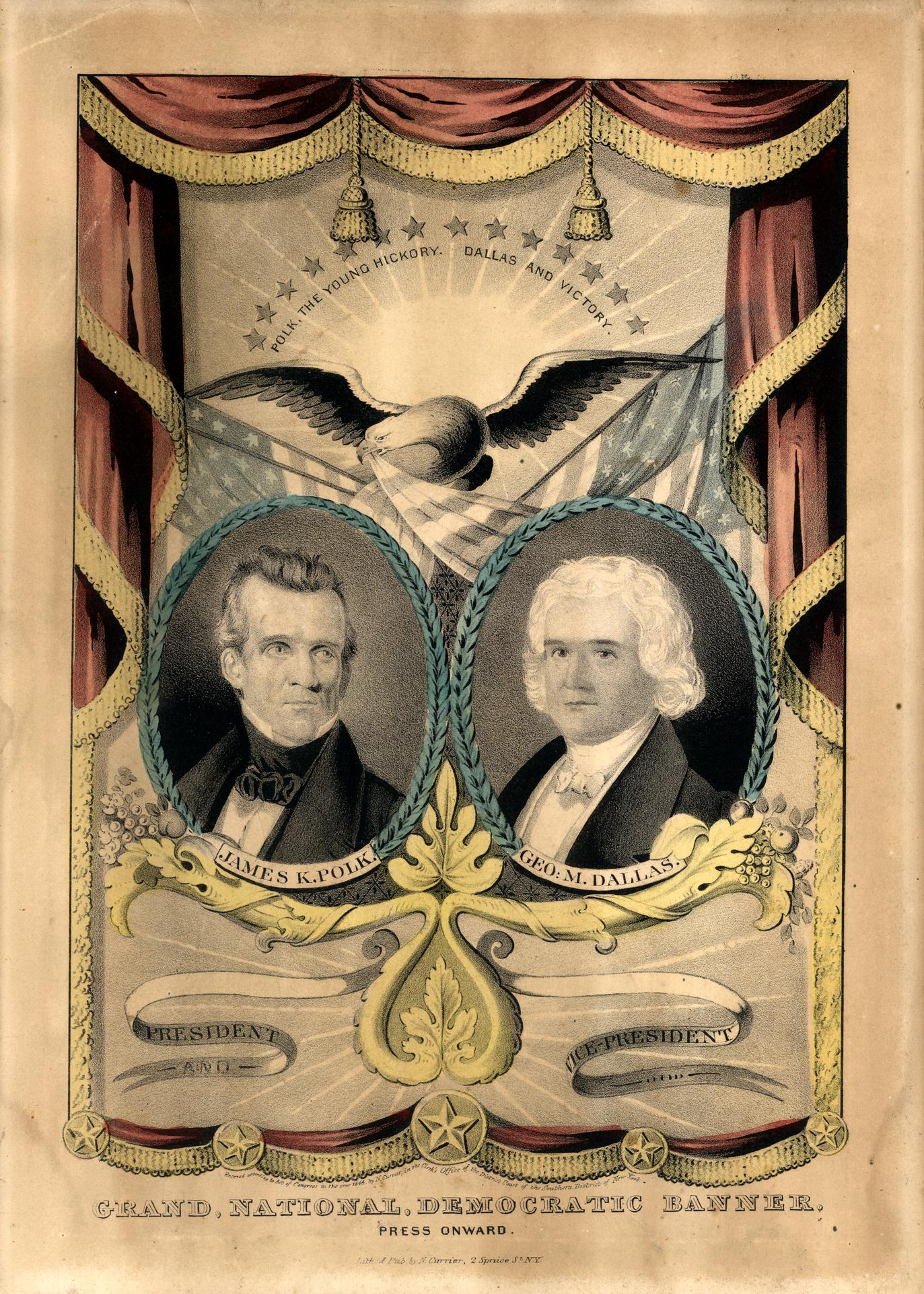
1844年竞选海报

波尔克在1844年美国总统选举中的竞争对手是肯塔基的辉格党人亨利·克莱。曾在民主党大会浮出水面的得克萨斯合并问题在选战再次中起到支配作用，波尔克是合并的坚决支持者，克莱的态度则看起来很暧昧。
其它选举论题也与西部扩张有关，包括俄勒冈地区问题，当时该地区被美国和大不列颠一起占有。民主党人拥护扩张事业，他们非正式的将得克萨斯合并与主张完全占有俄勒冈地区联系起来，这对北方和南方的扩张主义者都有吸引力。波尔克对西部扩张的坚定支持——民主党人后来称之为“昭昭天命”，在他的胜利之路上扮演了重要角色，也是亨利·克莱爬上总统之位的障碍。
这次选举中，波尔克和他的竞选搭档乔治·M·达拉斯在南部和西部都取得了胜利，而克莱获得了西北部的支持。波尔克丢掉了他自己家所在州田纳西和他的出生地北卡罗来纳。但是波尔克赢得了至关重要的纽约州的选票（那里有很多范布伦的支持者，因为那是他的家乡），在那儿克莱的支持者流失到了第三党候选人、自由党的詹姆士·G·伯尔尼处，他是奴隶制度的反对者。新移民也将票投给了波尔克，他们对辉格党的政策很愤怒。在总共260万票中以39,000票的差额赢得直选，并以170票对克莱的105票赢得了选举团的支持。波尔克拿下了15个州，而克莱只拿下11个。

## 总统任期

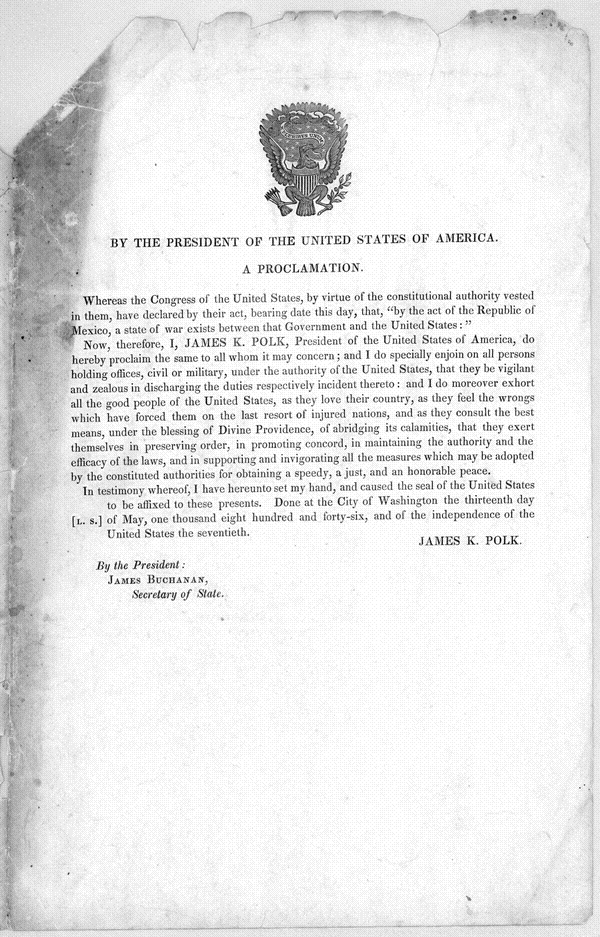
波尔克当选总统的公告

1845年3月4日，波尔克在49岁那年正式成为总统，他是当时最年轻的总统。根据几十年后乔治·班克罗夫特所述，波尔克定了四个明确目标：
- 重建独立金库制度。
- 降低关税。
- 获得全部俄勒冈地区。
- 从墨西哥购买加利福尼亚。

他在四年任期中完成了全部这些目标。他希图以获取俄勒冈（无奴隶制度）及得克萨斯（存在奴隶制）领土的方式使北方和南方人都满意。

### 经济政策
1846年，国会批准了沃克关税（以美国财政部长罗伯特·J·沃克命名），它大幅降低了辉格党在1842年通過的高關稅。新的法案抛弃了“按价”关税；税率不与商品的货币价值挂钩。波尔克的政策在南部和西部受到欢迎；然而许多宾夕法尼亚的贸易保护主义者也因此对他抱有敌意。
1846年，波尔克提出了一项恢复独立金库制度的法案，在这种制度下政府资金全部由国库把持，而不是流散到银行或其它金融机构中。独立国库存款部得以建立，它独立于私人或国有银行，并接受所有政府资金。

### 奴隶制
波尔克对于奴隶制的观点使得他在支持奴隶制者、反对奴隶制者和折衷主义者中都很不讨好。在他的任期内，许多废奴主义者批评他是奴隶主集团的工具，并声称得克萨斯合并和之后的美墨战争加速了奴隶制的膨胀。波尔克在日记中称奴隶制不应在从墨西哥赢得的领土中存在，但拒绝签署威尔莫特条款以禁止它。作为替代措施，波尔克赞成延长密苏里州协定线至太平洋，它可以阻止奴隶制扩张到西密苏里36° 30'纬线以上，但允许在那条线以下的公民拥有奴隶。William Dusinberre 认为他的日记是為日后发表而写，并不能表示波尔克的真正方针；大多历史学家认同这点。
在他的整个生涯中，波尔克都是一个奴隶主。他的父亲塞缪尔·波尔克留给波尔克超过8000英亩（32 km²）土地，并在死后将53名奴隶分给自己的遗孀和孩子。詹姆士从父亲和已故的兄弟那裡继承20名奴隶。1831年，他成为一名外居的棉花种植园主，他派奴隶打理父亲留给他的萨默维尔附近的种植园。40年后波尔克卖掉了萨默维尔种植园，并和他的姐夫一起买了920英亩（3.7 km²）的土地、科菲维尔附近的一片种植园。他把余生都花在经营这片庄园上，最后它由他的姐夫完全接管。波尔克很少卖奴隶，虽然当他成为总统后有更好的资本，他买了一些奴隶。波尔克保证他们的奴隶在他妻子莎拉死后会被释放，然而在他的妻子于1891年去世前，1863年的解放奴隶宣言和1865年的美利堅合眾國憲法第十三條修正案已经解放南方叛乱各州所有现存的奴隶。

### 外交政策
波尔克专心致力于领土扩张：民主党人确信为自耕农场主开辟新的土地对于共和国力量的成就来说必不可少（参见昭昭天命）。像其它南方人一样，他支持合并得克萨斯。為平衡南方和北方的利益，他也要求占有俄勒冈地区。他设法购得了加利福尼亚，墨西哥对它并不在意。

#### 得克萨斯
泰勒总统认为波尔克的胜利是合并得克萨斯的需要。因为害怕英国对得克萨斯的图谋，泰勒敦促国会通过两院共同决议批准得克萨斯加入联邦；1845年2月28日，国会照做了。得克萨斯迅速接受了这个议案并在1845年12月29日正式成为美国的一个州。这次合并激怒了墨西哥，它在1836年失去了得克萨斯。墨西哥的政治人物再三警告这次合并会导致战争。

#### 俄勒冈地区问题

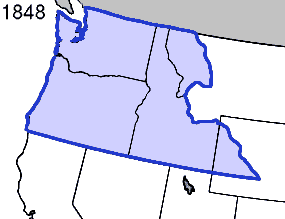
由俄勒冈条约所划定的俄勒冈地区

波尔克向不列颠施加了很大压力已解决俄勒冈边界争议。从1818年开始，这个地区被置于大不列颠和美国的双重控制之下，早先的美国管理部门曾提议以北纬49度线划界，但不为英国所接受，英国对哥伦比亚河很感兴趣。虽然民主党的政纲上要求得到整个地区，波尔克准备好作冷静的妥协。但当英国再次拒绝49度纬线划界方案时，波尔克终止了谈判，并重新回到了民主党政纲所提出的“完全的俄勒冈”立场，这加剧了边境线上的紧张状态。
扩张主义者在1844年大选后打出“Fifty-Four Forty or Fight!（以北纬54度40分划界，否则开战！）”的口号。这句口号经常被与波尔克联系在一起，但实际上是波尔克在民主党内的竞争对手提出的，他们希望波尔克在俄勒冈问题上像兼并得克萨斯那样强硬。波尔克希望能扩大领土，但不希望战争，并对英国外交部长乔治·汉密尔顿-戈登作出了让步。1846年的俄勒冈条约将俄勒冈地区以49度纬线划界，这与美国最初的提议相一致。虽然还是有很多人叫嚣着要求整个地区，参议院批准了这个条约。由于波尔克满足于以49度纬线划界，波尔克激怒了许多中西部民主党人。 这些民主党人相信波尔克仅仅要求在49度纬线处划界，当初他们相信他要求以54度纬线划界是受到了愚弄。美国要求的那部分俄勒冈地区后来组成了华盛顿、俄勒冈、爱达荷州，以及部分的蒙大拿和怀俄明州。

#### 与墨西哥的战争
在得克萨斯并入美国后，波尔克将注意力转移到加利福尼亚身上，他希望抢在欧洲列强之前从墨西哥手上夺取它。最主要的是旧金山湾是与亚洲进行贸易的关键港口。1845年，他派外交官约翰·斯里戴尔到墨西哥，希望以两三千万的价钱美元买入加利福尼亚及新墨西哥。斯里戴尔的抵达引发了政治混乱，当墨西哥人知悉他不是来为墨西哥失去得克萨斯做补偿而是要求新的领土时。墨西哥政府拒绝接见斯里戴尔。1846年，为向墨西哥施加压力，波尔克派扎卡里·泰勒将军的军队向纽埃西斯河及格兰德河之间的地区进发——这一地区是美国和墨西哥的争议领土。
斯里戴尔于1846年5月返回了华盛顿。波尔克将此当作一种侮辱，并且是“发动战争的充分理由，于是他准备向国会提议宣战。这时泰勒穿过了格兰德河并短暂占领了塔毛利帕斯州的马塔莫罗斯。泰勒持续的封锁马塔莫罗斯港以阻止船只进入。在波尔克起意向国会提出宣战的要求几天之后，他听到有消息称墨西哥军队穿过了格兰德河并杀死了11名美国士兵。波尔克于是将这作为“战争借口”，他声称墨西哥“进犯了我国领土并让美国人在自己的土地上洒下了鲜血。”
国会中的一些人表达了对波尔克对那些事件描述的怀疑。
但是国会还是以压倒性多数批准了向墨西哥宣战。许多辉格党人害怕反对它会给自己扣上不爱国和不支持战争努力的帽子。
议院中，反奴隶制的以约翰·昆西·亚当斯为首的辉格党人投票反对战争；在民主党人中，参议员约翰·C·卡尔霍恩是这次宣战的最出名的反对者。

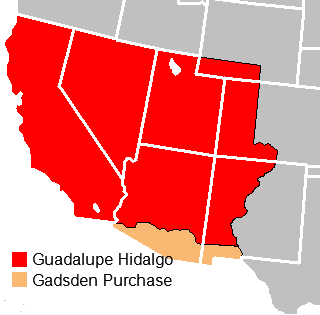
红色是瓜达卢佩-伊达尔戈条约割让的领土。黄色是波尔克离职后美国购买的领土。

1846年夏，史蒂芬·W·肯尼将军指挥的美国军队占领了新墨西哥。这时，军队上校約翰·福瑞蒙特带领北加利福尼亚的殖民者（在熊旗起义中）颠覆了所诺玛的墨西哥守军。扎卡里·泰勒也在格兰德河上取得了胜利，虽然波尔克没有派援军。美国还与1844年被推翻的墨西哥独裁者安东尼奥·洛佩斯·德·桑塔·安纳进行密谈。桑塔·安纳同意了美军条件，即在得以安全返回墨西哥的情况下，他会劝说当权者将加利福尼亚和新墨西哥卖给美国。但当他回到墨西哥时撕毁了协议，宣布自己为总统，并试图赶跑美国侵略者。然而桑塔·安纳的努力都是徒劳，因为泰勒将军和温菲尔德·斯科特击败了所有的抵抗力量。斯科特于1847年占领了墨西哥城，泰勒在墨西哥北部赢得了一连串胜利。即使在这些战斗后墨西哥仍未投降，直到1848年才接受了波尔克的提出的和平条约。
波尔克派外交官尼古拉斯·特里斯特于墨西哥人谈判。由于没什么进展，总统命令特里斯特回到美国，但这位外交官没有理睬这个指示，继续留在墨西哥进行交涉。特里斯特在1848年成功与墨西哥签订了瓜达卢佩-伊达尔戈条约，波尔克批准了，没有理睬民主党人要求兼并整个墨西哥的呼声。这个条约使使美国增加了120万平方英里（310万km²）的领土，墨西哥的国土缩小了一半，而美国版图则增加了三分之一。加利福尼亚、新墨西哥、亚利桑那、内华达、犹他、科罗拉多的一部分、怀俄明都是这次墨西哥割让的领土。条约还承认了得克萨斯合并并承认了美国对纽埃西斯河和格兰德河之间争议领土的控制。墨西哥则得到了1500万美金。这场战争夺走了超过50000墨西哥人的生命。美国却只损失了少于20000人。它可能花费了美国人一亿美金。最后，威尔莫特条款将奴隶制引入了新兼并的领土，但波尔克在日记中坚持那从来不是战争的目标。
条约需要参议院的批准，1848年3月，反对波尔克政策的辉格党人突然改变了立场。三分之二的辉格党人赞成波尔克的条约。1848年晚些时候，辉格党人提名战争的英雄扎卡里·泰勒作总统，泰勒说未来不会再有战争了，但他拒绝指责波尔克。
这场战争为波尔克及民主党人带来了严重后果。辉格党人公然抨击一场由总统滥用权力导致的不道德的侵略战争。1848年，众议院因发动战争谴责波尔克。另一后果是波尔克在健康上也付出了代价。由于在战争期间过度操劳，使他在总统后期健康严重下滑。

#### 古巴
1848年夏，波尔克总统授权他的西班牙大使罗慕洛斯·米切尔·桑德斯商讨购买古巴的问题，他提供西班牙一亿美金，这在那时是笔大数目（相当于现在的26亿）。古巴靠近美国，并存在奴隶制度，所以买入古巴的想法对南方有吸引力，但在北方不受欢迎。西班牙政府拒绝了桑德斯的建议。

### 内政部
波尔克在总统任期内最后的举措之一是签署了创立内政部的议案（1849年3月3日）。这是共和国早期之后创立的第一个内阁部门。

### 内阁

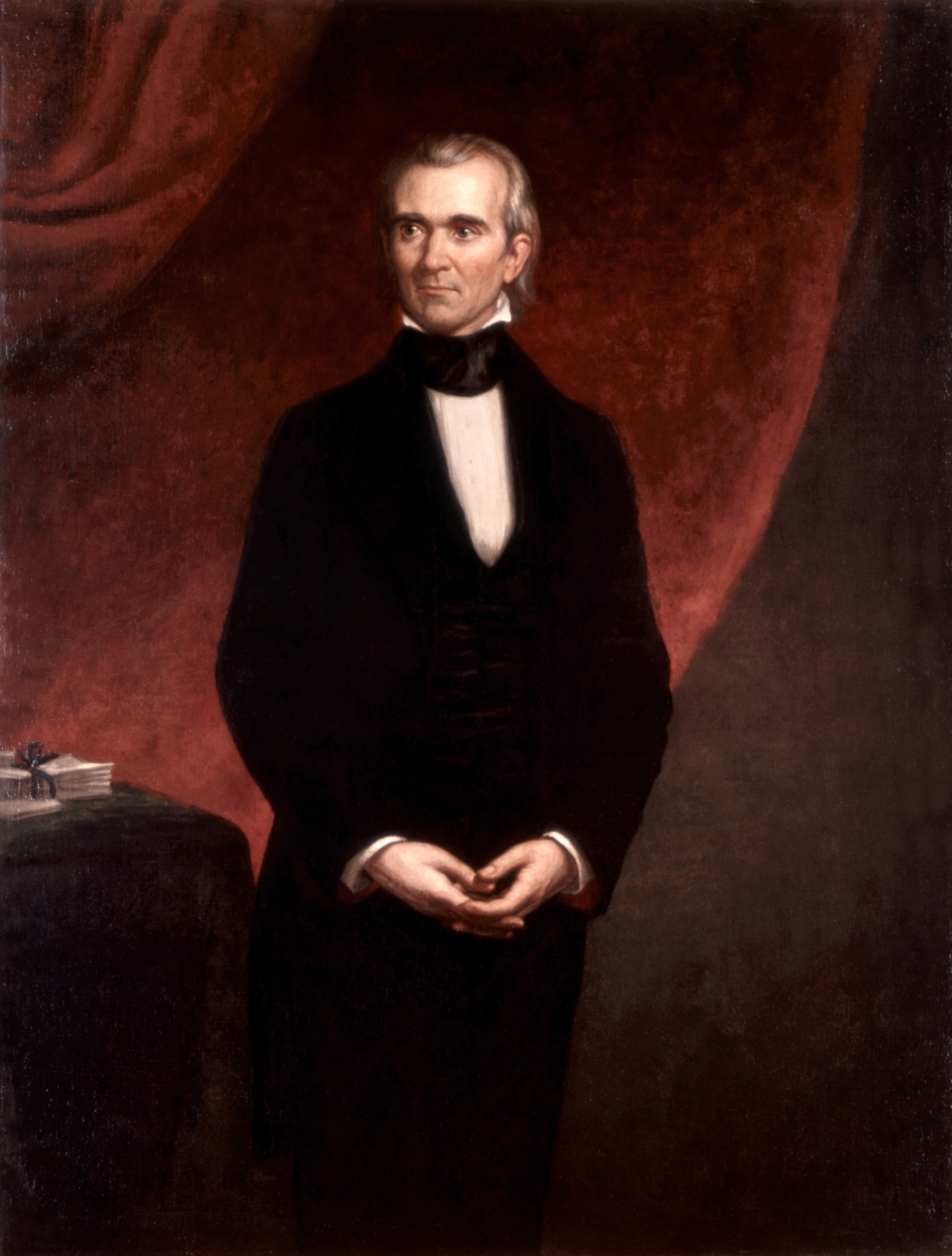
白宫波尔克画像

| 职务     | 姓名            | 任期        |
| 总统     | 詹姆士·K·波尔克 | 1845 – 1849 |
| 副总统   | 乔治·M·达拉斯   | 1845 – 1849 |
| 国务卿   | 詹姆士·布坎南   | 1845 – 1849 |
| 财政部长 | 罗伯特·M·沃克   | 1845 – 1849 |
| 战争部长 | 威廉·L·马西     | 1845 – 1849 |
| 司法部长 | 约翰·Y·梅森     | 1845 – 1846 |
|          | 内森·克利福德   | 1846 – 1848 |
|          | 艾萨克·窦西     | 1848 – 1849 |
| 邮电部长 | 卡夫·约翰逊     | 1845 – 1849 |
| 海军大臣 | 乔治·班克罗夫特 | 1845 – 1846 |
|          | 约翰·Y·梅森     | 1846 – 1849 |

### 最高法院任命
波尔克任命了以下人士为美国最高法院|最高法院法官
- 利瓦伊·伍德伯里 －1845年（来自新罕布什尔州）
- 罗伯特·库珀·格里埃尔 －1846年（来自宾夕法尼亚州）

（波尔克还在1846年提名了乔治·W·伍德沃德，但被参议院否决）。

### 国会
29届国会（1845年3月4日 －1847年3月4日）
- 参议院：民主党31席，辉格党31席，其它党籍1席；（主席：Willie P. Mangum (Whig-NC), Ambrose H. Servier (D-AR), and David R. Atchison (D-MO)）
- 众议院：民主党143席，辉格党77席，其它党籍6席。（议长：印第安纳的约翰·W·戴维斯）

30届国会（1847年3月4日 －1849年3月4日）
- 参议院：民主党36席，辉格党21席，其它党籍1席（主席：David R. Atchison (D-MO)）
- 众议院：辉格党115席，民主党108席，其它党籍4席（议长：马塞诸塞的罗伯特·C·温斯洛普）

### 新加入联邦的州
- 得克萨斯 －1845年12月29日
- 爱荷华 －1846年12月28日
- 威斯康星 －1848年5月29日

## 离任之后
波尔克在白宫的生涯损害了他的健康。当他刚任职时他充满了精力和热忱，但当他于1849年3月4日离开时，身心俱疲。他体重下降，脸上起了很多皱纹，并有了黑眼圈。据信他在路易斯安那的新奥尔良市旅行时染上了霍乱。他于1849年6月15日下午3点15分在他的新家，田纳西州纳什维尔的新家波尔克邸宅去世，終年54歲。他被安葬在波尔克住所。他留给妻子最后的话是：“莎拉，我爱你，直到永恆的世界結束，我仍將愛你（I love you, Sarah. For all eternity, I love you）。” 。她在他死后的四十年里仍住在波尔克住所，過著清貧孤獨的日子。南北戰爭徹底摧毀了莎拉賴以維生的密西西比莊園，莎拉失去了經濟來源，只得變賣莊園的土地換取一次性的微薄收入。1882年，美國國會批准每年補助5000美元養老金，莎拉的生活才有了保障。1891年莎拉逝世，終年88歲。波尔克的母亲詹姆士·诺克斯·波尔克也比他活得长。
波尔克的退休生活在所有美国总统裡是最短的，只有103天。他是在退休後去世的总统裡寿命最短的，活了53岁。他和妻子最后被合葬在纳什维尔田纳西州议会大厦前的空地裡。他的墓在1893年波尔克住所被破坏後移到了现在的位置。

### 具体引用
1. ↑  James K. Polk. （页面存档备份，存于） 白宫。 2007-10-14查阅。
2. ↑  Krainik, Clifford. Face the Lens, Mr. President: A Gallery of Photographic Portraits of 19th-Century U.S. Presidents. （页面存档备份，存于） The White House Historical Association.  Retrieved on 2007-10-14.
3. 1 2 3  Borneman 2008, p. 6
4. 1 2 3  Borneman 2008, p. 7
5. 1 2  Borneman 2008, p. 8
6. ↑  Seigenthaler, p. 19, 一些观点认为波尔克得的是胆结石，那被证明是错误的
7. ↑  Borneman 2008, p. 13
8. ↑  Haynes, p. 78
9. ↑  Seigenthaler, pp. 21, 26; Haynes, p.11.
10. 1 2  Borneman 2008, p. 9
11. 1 2  Borneman 2008, p. 11
12. ↑  Frank Van Der Linden, Dark Horse: American Politics and the Texas Question A Hundred Years Ago (1944; repr. Kessinger 2005) p.18
13. ↑  Sarah Childress Polk. （页面存档备份，存于） The White House.  Retrieved on 2007-10-14.
14. ↑  Seigenthaler, 56-62
15. ↑  Seigenthaler, p.65: 54,012 to 51,396. 其它资料的总计数据略微不同。
16. ↑  选举团个人成绩表 （页面存档备份，存于）美国国家档案馆官方网页 （页面存档备份，存于）
17. ↑  Brinkley, Alan and Davis Dyer, (ed). The American Presidency. Houghton Mifflin Company, 2004. ISBN 978-0-618-38273-6 pp. 129–138
18. ↑  Haynes, pp. 61–2
19. ↑  “Fifty-Four Forty or Fight”这句口号往往不正确的被归因于1844年总统大选，其实是晚些时候才出现的；参见俄勒冈边界争议。
20. ↑  "The American Presidency Project - Election of 1844 （页面存档备份，存于）."  Retrieved: 27 March 2008.
21. ↑  "National Atlas - Presidential Elections Maps 1844-1856 （页面存档备份，存于）."  Retrieved: 27 March 2008.
22. ↑  Haynes, p. 154
23. ↑  Schlesinger, p. 453, citing Polk's Diary II, 289
24. ↑  Haynes, p. 129
25. ↑  1847年，当时的代表亚伯拉罕·林肯以斑点决议向波尔克声称墨西哥发动侵略的看法发起挑战，要求波尔克指出墨西哥人“使美国人在美国土地上洒下鲜血”的地点。这凸显了波尔克关于边境线主张的可疑成分，因为战斗发生在一个有争议的地区。 A Century of Lawmaking for a New Nation: U.S. Congressional Documents and Debates, 1774 - 1875. （页面存档备份，存于） Congressional Globe, House of Representatives, 30th Congress, pp. 93–95.  Library of Congress.  Retrieved on 2007-10-14.
26. ↑  1848年1月，辉格党人赢得了议会选举，他们在一份修正案中攻击波尔克在一份决议中赞同泰勒少将为一场“由美国总统发起的不必要的且违反宪法的战争”中服役。House Journal, 30th Session (1848) pp.183-184 （页面存档备份，存于） 那个决议，无论如何，在委员会审议中被否决了。
27. ↑  Smith II, 51-8 "about 12,850" deaths out of 90,000 American troops.
28. ↑  Rough estimate of total cost, Smith, II 266-7; this includes the payments to Mexico in exchange for the ceded territories. The excess military appropriations during the war itself were $63,605,621.
29. ↑  DeConde, A. (2002). Encyclopedia of American Foreign Policy, p. 6.
30. ↑  Haynes, p. 191
31. ↑  . The National First Ladies Library. 2005  [2008-04-13]. （原始内容存档于2012-04-25）.
32. ↑  Dusinberre, p. xii. Mrs Polk died in 1852.

### 原始资料
- Cutler, Wayne, et al. Correspondence of James K. Polk. 1972-2004. ISBN 978-1-57233-304-8. 10 vol. scholarly edition of the complete correspondence to and from Polk.
- Polk, James K. The Diary of James K. Polk During His Presidency, 1845-1849 edited by Milo Milton Quaife, 4 vols. 1910. Abridged version by Allan Nevins. 1929, online （页面存档备份，存于）